# Бондарчук Микола Степанович
Микола Степанович Бондарчук (11 лютого 1935, Харків) — український військовий діяч. Генерал-лейтенант.
Начальник штабу Цивільної оборони України (1986—1993 роках). Депутат Верховної Ради Української РСР 11-го скликання (з 1987 року).

## Біографія
Закінчив Тамбовське загальновійськове училище (1957); Військову академію імені М.Фрунзе (1969, з золотою медаллю); Військову академію Генерального штабу ЗС СРСР (1980, з золотою медаллю).
Проходив військову службу на посадах командиру взводу, роти, полку, дивізії. До 1986 року був начальником штабу — першим заступником командувача Південної Групи військ.
У 1986 році призначений Начальником Штабу Цивільної оборони України. У жовтні 1993 року подав у відставку.

## Громадська діяльність
Почесний голова Всеукраїнської громадської організації "Рада ветеранів Цивільної оборони України"